# Kellerberrin
Kellerberrin è una città situata nella regione di Wheatbelt, in Australia Occidentale; essa si trova 200 chilometri a est di Perth ed è la sede della Contea di Kellerberrin. Al censimento del 2006 contava 866 abitanti.